# جريفو (نبيل)
جريفو (726-753) ابن دومو الفرنجة شارل مارتل وزوجته الثانية سواناتشيلد.
بعد وفاة شارل مارتل، ربما كان من المفترض تقسيم السلطة بين جريفو وإخوته غير الأشقاء بيبان الأصغر وكارلومان. جريفو، الذي اعتبره بيبان وكارلومان غير شرعي، حاصره إخوته غير الأشقاء في لاون، وتم أسره وسجنه في دير.
عند هروبه عام 747، قدم عمه الأكبر دوق أوديلو من بافاريا الدعم والمساعدة لجريفو، ولكن عندما توفي أوديلو بعد عام وحاول جريفو الاستيلاء على دوقية بافاريا لنفسه، بيبان، الذي أصبح دومو وحيدًا في الإمبراطورية الفرنجة (الميروفنجي) بعد استقالة كارلومان وتراجعه إلى دير، قام بإجراءات حاسمة بغزو بافاريا وتنصيب ابن أوديلو الرضيع، تاسيلو الثالث، دوقًا تحت حكم الفرنجة. واصل جريفو تمرده، لكنه قُتل في النهاية في معركة سان جان دي موريان عام 753، بينما أصبح بيبان ملكًا للفرنجة باسم بيبان الثالث عام 751.